# Guy Clark
Guy Clark (Monahans, Texas, 6 de novembro de 1941 — Texas, 17 de maio de 2016) foi um artista norte-americano de country. Em sua carreira, ele lançou mais de 20 álbuns, principalmente em grandes gravadoras. Ele também compôs singles para outros artistas, como Ricky Skaggs, Steve Wariner e Rodney Crowell. 
Guy Clark ganhou o Grammy Award de Melhor Álbum Folk de 2014 por My Favorite Picture of You, seu último álbum. 
Clark  morreu em 17 de maio de 2016, depois de uma longa doença. 

## Discografia

### Albums
| Ano  | Álbum                                                              | Gravadora           |
| ---- | ------------------------------------------------------------------ | ------------------- |
| 1975 | Old No. 1                                                          | RCA                 |
| 1976 | Texas Cookin'                                                      | RCA                 |
| 1978 | Guy Clark                                                          | Warner              |
| 1981 | The South Coast of Texas                                           | Warner              |
| 1982 | Best of Guy Clark                                                  | Warner              |
| 1983 | Better Days                                                        | Warner              |
| 1983 | Guy Clark – Greatest Hits                                          | RCA                 |
| 1988 | Old Friends                                                        | Sugar Hill          |
| 1992 | Boats to Build                                                     | Asylum              |
| 1995 | Dublin Blues                                                       | Asylum              |
| 1995 | Craftsman                                                          | Rounder/Philo       |
| 1997 | Keepers                                                            | Sugar Hill          |
| 1997 | The Essential Guy Clark                                            | RCA                 |
| 1999 | Cold Dog Soup                                                      | Sugar Hill          |
| 2001 | Together at the Bluebird Cafe (com Townes Van Zandt e Steve Earle) | American Originals  |
| 2002 | The Dark                                                           | Sugar Hill          |
| 2004 | The Essential                                                      | Audiophile Classics |
| 2006 | Workbench Songs                                                    | Dualtone            |
| 2007 | Americana Master Series: Best of the Sugar Hill Years              | Sugar Hill          |
| 2007 | Live from Austin, TX                                               | New West            |
| 2007 | Hindsight 21-20: Anthology 1975-1995                               | Raven               |
| 2008 | The Platinum Collection                                            | Warner              |
| 2009 | Somedays the Song Writes You                                       | Dualtone            |
| 2011 | Songs and Stories                                                  | Dualtone            |
| 2013 | My Favorite Picture of You                                         | Dualtone            |

### Singles
| Ano  | Single                     | Álbum                    |
| ---- | -------------------------- | ------------------------ |
| 1979 | "Fools for Each Other"     | Guy Clark                |
| 1981 | "The Partner Nobody Chose" | The South Coast of Texas |
| 1983 | "Homegrown Tomatoes"       | Better Days              |